# Kolumbia na Letnich Igrzyskach Olimpijskich 1960
Kolumbię na Letnich Igrzyskach Olimpijskich 1960 reprezentowało 16 zawodników (wszyscy mężczyźni). Reprezentanci Kolumbii nie zdobyli żadnego medalu na tych igrzyskach.